# Pasym (gmina)
Pasym est une gmina mixte du powiat de Szczytno, Varmie-Mazurie, dans le nord de la Pologne. Son siège est la ville de Pasym, qui se situe environ 16 km au nord-ouest de Szczytno et 25 km au sud-est de la capitale régionale Olsztyn.
La gmina couvre une superficie de 149,4 km2 pour une population de 5 184 habitants.

## Géographie
Outre la ville de Pasym, la gmina inclut les villages de Dybowo, Dźwiersztyny, Elganowo, Grom, Grzegrzółki, Jurgi, Krzywonoga, Leleszki, Łysa Góra, Michałki, Miłuki, Narajty, Otole, Pasym-Kolonie, Rudziska Pasymskie, Rusek Wielki, Rutki, Siedliska, Słonecznik, Tylkówek et Tylkowo.
La gmina borde les gminy de Dźwierzuty, Jedwabno, Purda et Szczytno.